# Diucatangara
Diucatangara (Diuca diuca) är en fågel i familjen tangaror inom ordningen tättingar. Den förekommer i buskmarker, odlingsbygd och öknar i södra Sydamerika. Beståndet anses vara livskraftigt.

## Utseende och läte
Diucatangaran är en distinkt och prydligt tecknad finkliknande tangara. Fjäderdräkten är huvudsakligen grå ovan, på vingar och stjärt svartaktig, med en vit strupe som kontrasterar med i övrigt gråaktig undersida. I flykten syns stora vita hörn på stjärten. Sången består av rätt ljudligt gladlynt tjippande. Arten är närmast lik glaciärtangaran, men denna förekommer endast högt upp i Anderna från Peru till norra Chile och överlappar därför endast begränsat i utbredning.

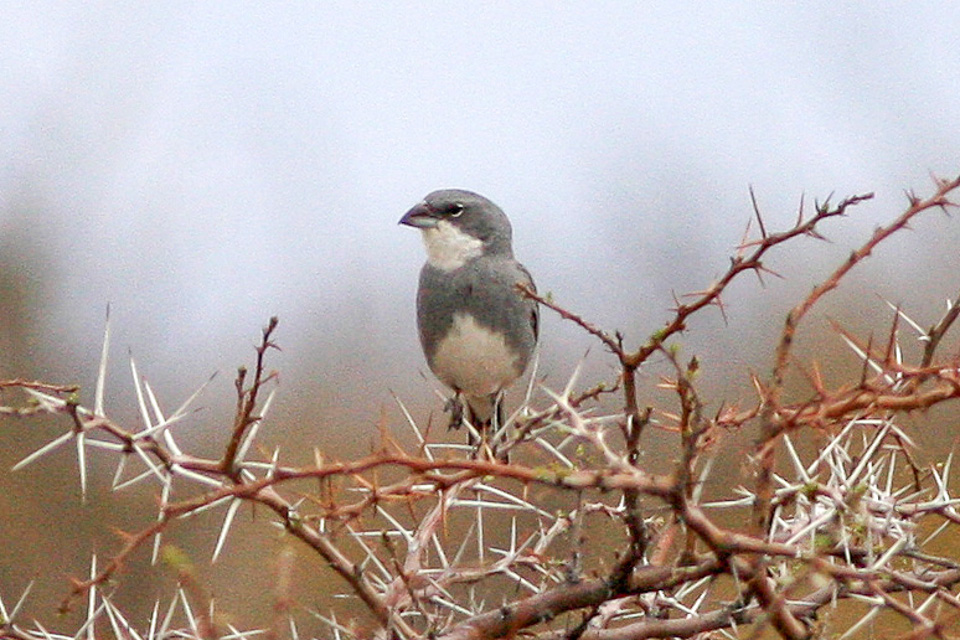

## Utbredning och systematik
Diucatangaran förekommer i södra Sydamerika. Den delas in i fyra underarter med följande utbredning:
- Diuca diuca crassirostris – Anderna i norra Chile och norra Argentina
- Diuca diuca diuca – Anderna i centrala Chile och centrala Argentina
- Diuca diuca chiloensis – Chiloé (utanför västra Chile)
- Diuca diuca minor – Argentina (Córdoba till Santa Cruz), flyttar till sydöstra Brasilien

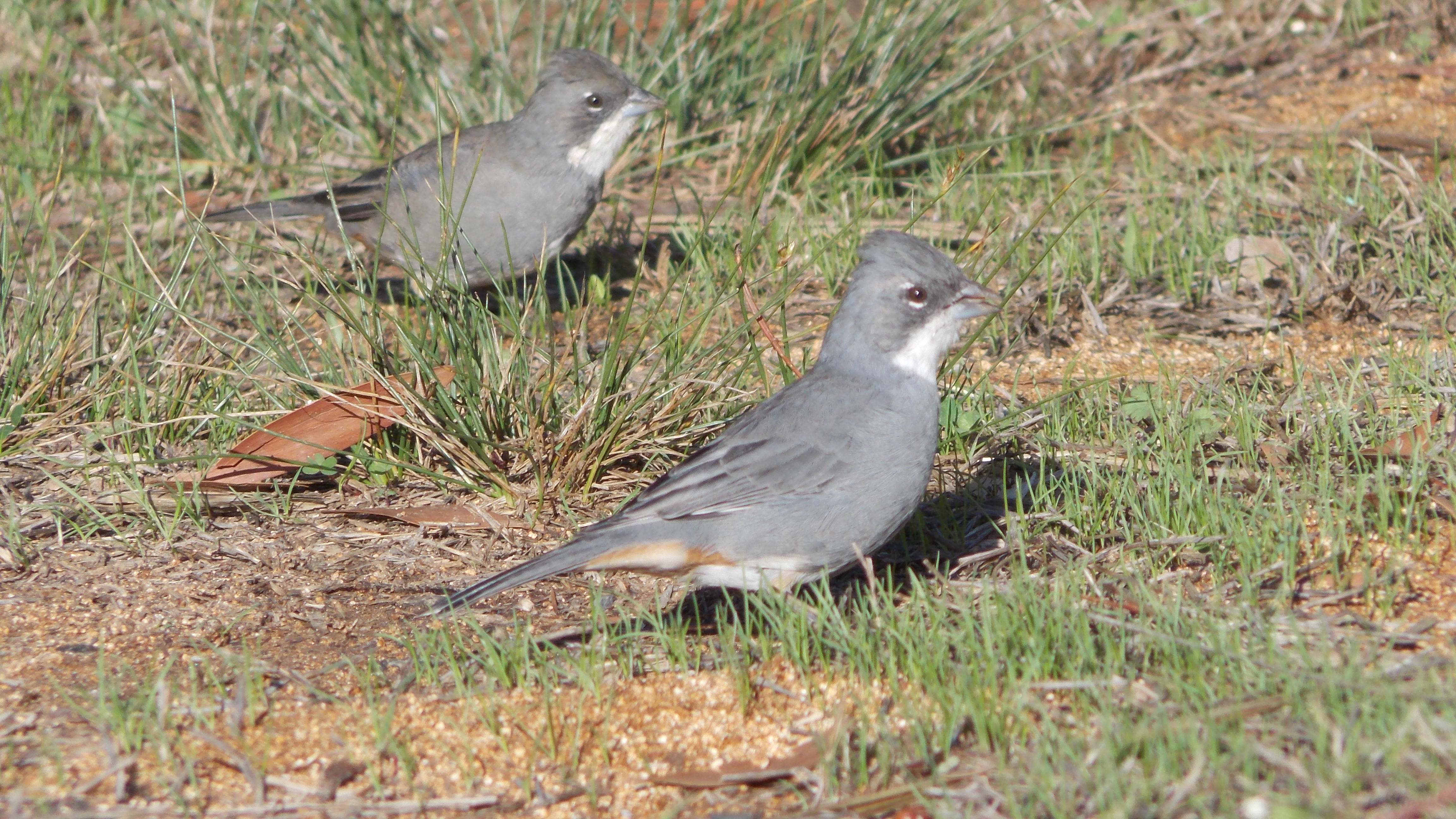
Diucatangaror av nominatformen.

### Släktskap
Diucatangaran placeras numera som ensam art i släktet Diuca. Tidigare delade den släktet tillsammans med glaciärtangaran, men DNA-studier visar att de trots likartat utseende endast är avlägset släkt. Denna har därför lyfts ut ur Diuca till egna släktet Chionodacryon alternativt inkluderats i Idiopsar tillsammans med nära släktingarna talustangara, vitstrupig tangara och sadeltangara. Diucatangaran står istället närmast guvernanttangara (Gubernatrix cristata) och varfågeltangara (Neothraupis fasciata).

### Familjetillhörighet
Liksom andra finkliknande tangaror placerades denna art tidigare i familjen Emberizidae. Genetiska studier visar dock att den är en del av tangarorna.

## Levnadssätt
Diucatangaran är en vanlig fågel i låglänta områden, i buskmarker, odlingsbygd och i Patagonien även i öknar. Den födosöker på marken och ses ofta utmed vägkanter, på gräsmattor och i steniga sluttningar, med karakteristisk släpig gång. Fågeln påträffas också sittande i busktoppar eller på ledningar, framför allt under sången. Arten uppträder ofta i småflockar, gärna tillsammans med andra fröätande fåglar.

## Status
Arten har ett stort utbredningsområde och beståndet anses stabilt. Internationella naturvårdsunionen IUCN listar den därför som livskraftig (LC).

## Namn
Fågelns svenska och vetenskapliga artnamn liksom släktesnamnet kommer av Diuca eller Siuca, Mapuchefolkets namn på diucatangaran.